# Taeniostolella
Taeniostolella é um gênero de mariposa pertencente à família Acrolepiidae.